# Birgitte Rosenkrantz
Birgitte Rosenkrantz, född på 1500-talet, död 1603, var en dansk adelsdam och syster till Mette Rosenkrantz som var en av Danmarks rikaste adelsdamer.
Birgitte Rosenkrantz var gift med Niels Kaas. Hon avrättades på grund av att hon dömdes för blodskam med sin avlidne mans brorson, Gjord Kaas. Rosenkrantz avrättades genom halshuggning medan Kaas flydde utomlands, men arresterades och avrättades 1616. Hon har blivit en del av den lokala legendfloran och sägs spöka på sin herrgård och leta efter de barn hon fick med Gjord Kaas.   